# Smlednik
Smlednik este o localitate din comuna Medvode, Slovenia, cu o populație de 413 locuitori.